# Ferdinand Moser (Propst)
Ferdinand Moser CanReg (* 8. November 1827 in Traundorf, Gmunden; † 29. Oktober 1901 in St. Florian) war ein österreichischer römisch-katholischer Priester, Augustiner-Chorherr, Propst von Stift Sankt Florian und Abgeordneter zum Österreichischen Abgeordnetenhaus.

## Leben
Moser wuchs als Sohn des Schiffmanns Michael Moser in Gmunden auf. Er besuchte zunächst in Linz die Hauptschule, von 1838 bis 1839 das Gymnasium und von 1839 bis 1846 das Stiftsgymnasium Kremsmünster. 1846 trat Moser in das Noviziat des Stiftes St. Florian ein, wo er die Profess ablegte, die Theologischen Hauslehranstalt absolvierte und 1851 die Priesterweihe empfing. 1851 wirkte er als Kooperator in Oberthalheim bei Timelkam. 1854 übernahm Moser Seelsorgsaufgaben im Ort St. Florian. Nachdem er 1855 zum Rentmeister und 1866 zum Stiftsdechanten ernannt wurde, wählte der Konvent von Sankt Florian Moser 1872 zum Propst. 1873 zeichnete Moser bei der neu gegründeten Oberösterreichische Volkskredit das Sprachbuch mit der Nummer 1.
Von 1880 bis 1891 war Moser Mitglied des Abgeordnetenhauses. 1880 gehörte er dem Klub des rechten Zentrums, ab 19. November 1881 dem katholisch-konservativ Zentrums-Klub an.

## Auszeichnungen
- Komturkreuz des Franz-Joseph-Ordens[3]